# 2024 en football
Cet article présente les faits marquants de l'année 2024 en football.

## Principales compétitions
- Ligue des champions de l'UEFA (du 27 juin 2023 au 1er juin 2024)
- Ligue Europa Conférence (du 13 juillet 2023 au 29 mai 2024)
- Ligue des champions de l'AFC (du 8 août 2023 au 25 mai 2024)
- Ligue Europa (du 10 août 2023 au 22 mai 2024)
- Premier League (du 12 août 2023 au 19 mai 2024)
- Ligue des champions de la CAF (du 18 août 2023 au 26 mai 2024)
- Coupe de la confédération (du 20 août 2023 au juin 2024)
- Ligue des champions féminine de l'UEFA (du 6 septembre 2023 au 25 mai 2024)
- Coupe d'Asie des nations 2023 (du 12 janvier au 10 février 2024)
- Coupe d'Afrique des nations 2023 (du 13 janvier au 11 février 2024)
- Coupe des champions de la CONCACAF (du 6 février au 2 juin 2024)
- Copa Libertadores (du 6 février au 30 novembre 2024)
- Ligue des champions de l'OFC (du 17 février au 24 mai 2024)
- Copa Sudamericana (du 5 mars au 23 novembre 2024)
- Euro 2024 (du 14 juin au 14 juillet 2024)[1]
- Coupe d'Océanie 2024 (du 15 au 30 juin 2024)
- Copa América 2024 (du 20 juin au 16 juillet 2024)
- Épreuve de football aux Jeux Olympiques de Paris 2024 (du 24 juillet au 10 août 2024)[2]

## Chronologie mensuelle

### Janvier
- 3 janvier : 47e édition du Trophée des champions au Parc des Princes à Paris, le Paris Saint-Germain remporte le titre une 12e fois après s'être imposé contre le Toulouse FC sur le score de 2-0.
- 13 janvier : Au Stade Alassane Ouattara à Abidjan la Côte d'Ivoire bat la Guinée-Bissau 2 à 0 lors du match d'ouverture de la Coupe d'Afrique des nations comptant pour la 1re journée du groupe A.
- 14 janvier : Finale de la Supercoupe d'Espagne au Stade KSU à Riyad, le Real Madrid remporte le 291e Clásico en s'imposant 4 à 1 face au FC Barcelone grâce à un triplé de Vinícius Júnior et un but de Rodrygo[3].
- 15 janvier : 8e édition The Best FIFA Awards (en) à Londres, le meilleur footballeur de l'année est Lionel Messi et la meilleure footballeuse de l'année est Aitana Bonmatí, les prix de meilleurs gardiens sont donnés à Ederson et Mary Earps, les titres de meilleurs entraineurs sont décernés à Pep Guardiola et Sarina Wiegman alors que le prix Puskás revient au Brésilien Guilherme Madruga.
- 16 janvier : Le joueur de l'OM Pierre-Emerick Aubameyang est élu joueur du mois UNFP de décembre en Ligue 1[4].
- 2 janvier : Le club de National du FC Rouen  élimine le tenant du titre, le Toulouse FC après une séance de tirs au but interminable lors des 16e de finale de la Coupe de France (3-3, 12 tirs au but à 11)[5].
- 22 janvier : Finale de la Supercoupe d'Italie au Stade KSU à Riyad, l'Inter Milan remporte son 3e titre d'affilée sur le score de 1-0 face au SSC Naples grâce à un but de Lautaro Martínez dans le temps additionnel.
- 26 janvier : Après neuf ans en tant qu'entraîneur de Liverpool, Jürgen Klopp annonce qu'il quittera le club à la fin de la saison.
- 27 janvier : À la suite d'une défaite 3 buts à 5 contre le Villarreal CF lors de la 21e journée de LaLiga, Xavi annonce son intention de quitter le FC Barcelone à l'issue de la saison.

### Février
- 8 février : Tirage au sort de la phase de groupes Ligue des nations de l'UEFA 2024-2025 à Paris, la France est tirée dans le groupe 2 avec l'Italie, la Belgique et Israël.
- 10 février : Le Qatar remporte sa 2e Coupe d'Asie des nations d'affilée en battant la Jordanie 3-1 grâce à un triplé sur penalty d'Akram Afif.
- 11 février : La Côte d'Ivoire remporte la 3e Coupe d'Afrique des nations de son histoire en battant le Nigeria sur le score de 2-1 grâce à un but de Franck Kessié et un but de Sébastien Haller en fin de match.
- 20 février : Le joueur du Stade rennais, Martin Terrier est élu joueur du mois UNFP de janvier en Ligue 1[6].
- 22 février : 
  - L'international brésilien Dani Alves, ancienne star du Barça et du PSG, est condamné par le tribunal de Barcelone à quatre ans et demi de prison pour un viol commis en décembre 2022[7].
  - Le RC Lens, le Toulouse FC et le Stade rennais sont respectivement éliminés en barrages de la Ligue Europa par le SC Fribourg, le SL Benfica et l'AC Milan. Seul l'Olympique de Marseille est qualifié en battant le Chakhtar Donetsk.
- 23 février : 
  - Tirage au sort des huitièmes de finales de la Ligue Europa et de la Ligue Europa Conférence, l'Olympique de Marseille affrontera les Espagnols de Villarreal CF et le LOSC Lille affrontera les Autrichiens de Sturm Graz.
  - 23e journée de Bundesliga, en battant le FSV Mayence 05 sur le score de 2-1, le Bayer Leverkusen bat le record de la plus longue série d’invincibilité de l’histoire en Allemagne (32 matches).
- 25 février : Finale de la Coupe de la Ligue anglaise au stade de Wembley, Liverpool remporte la compétition sur le score de 1-0 contre Chelsea grâce à un but de Virgil Van Dijk dans la prolongation.
- 27 février : Le FC Barcelone indique retirer le statut de légende du club au brésilien Dani Alves après sa condamnation pour viol[8].
- 28 février : Finale de la Ligue des nations féminine de l'UEFA au Stade La Cartuja de Séville, l'Espagne, championne du monde en titre, bat la France sur le score de 2-0.
- 29 février : Après avoir été testé positif aux métabolites de la testostérone, Paul Pogba est suspendu pour une durée de quatre ans[9], il annonce faire appel de la suspension.

### Mars
- 3 mars : 27e journée de Premier League, Manchester City décroche une victoire à l'Etihad Stadium lors du 192e derby de Manchester en s'imposant 3-1 face à l'équipe de Manchester United. Cette victoire dans le derby permet aux Cityzens de revenir à 1 point de Liverpool, leader du classement.
- 19 mars : Le milieu offensif du Stade brestois Pierre Lees-Melou remporte le trophée de joueur du mois de février en Ligue 1.
- 31 mars : 27e journée de Ligue 1, le Paris Saint-Germain s'impose face à l'Olympique de Marseille 2 à 0 à l'Orange Vélodrome lors du 107e classique.

### Avril
- 6 avril : Après un match nul 1-1 au bout de 120 minutes l'Athletic de Bilbao parvient à remporter à Séville la Coupe d'Espagne en battant le RCD Majorque 4 tirs au but à 2.
- 7 avril : 32e journée de Premier League, Liverpool FC et Manchester United font match nul sur le score de 2-2 à Old Trafford lors du 214e Derby d'Angleterre.
- 11 avril :
  - Finale de la Supercoupe d'Arabie saoudite, Al-Hilal gagne pour la 4e fois la compétition après s'être imposé face à Al-Ittihad 4 buts à 1.
  - Quart de finale aller de Ligue Europa et de Ligue Europa Conférence, le Benfica Lisbonne et Aston Villa s'imposent tous deux 2 buts à 1 à domicile respectivement face à l'Olympique de Marseille et le LOSC Lille.
- 14 avril : 29e journée de Bundesliga, le Bayer Leverkusen bat le Werder Brême sur le score de 5-0 ce qui permet au club d'être sacré champion d'Allemagne pour la première fois de son histoire.
- 16 avril : Le joueur du LOSC Lille, Edon Zhegrova est élu joueur du mois UNFP de mars en Ligue 1[10].
- 18 avril : Quart de finale retour de Ligue Europa et de Ligue Europa Conférence, l'Olympique de Marseille réussit à s'imposer aux tirs au but, à domicile contre le Benfica Lisbonne, le LOSC Lille est lui, battu aux tirs au but par Aston Villa.
- 19 avril : 30e journée de National, à la suite du match nul du FC Martigues face au SO Cholet (2-2), le Red Star FC est officiellement promu en Ligue 2 après l'avoir quitté en 2019.
- 22 avril : 33e journée de Serie A, l'Inter remporte le 239e Derby de la Madonnina 2 buts à 1 face à l'AC Milan ce qui permet aux Nerazzurri d'être sacré champion d'Italie pour la 20e fois de son histoire.
- 28 avril : 
  - 35e journée de Premier League, Arsenal remporte le 213e North London derby en l'emportant au Tottenham Hotspur Stadium 3 buts à 2 face à Tottenham.
  - 31e journée de Ligue 1, le Paris Saint-Germain est couronné champion de France pour la 6e fois consécutive grâce à une défaite de leur dauphin de l'AS Monaco (3 à 2) sur le terrain de l'Olympique Lyonnais.

### Mai
- 4 mai :
  - 36e journée de LaLiga, à la suite de sa victoire 3 buts à 0 face contre Cádiz CF combiné à une défaite du FC Barcelone 4 buts à 2 face au Girona FC, le Real Madrid est sacré champion d'Espagne pour la 36e fois de son histoire.
  - Les filles du Paris Saint-Germain décrochent une nouvelle Coupe de France féminine au Stade de la Mosson de Montpellier après s'être imposées en finale 1 à 0 face au  FC Fleury 91.
- 9 mai : Le Silkeborg IF remporte pour la 2e fois la Coupe du Danemark  au Parken Stadium de Copenhague en battant l'AGF Aarhus 1-0.
- 15 mai : La Juventus de Turin remporte au Stade olympique de Rome la Coupe d'Italie 1 but à 0 face à l'Atalanta Bergame et se retrouve sacrée vainqueur pour la 15e fois de son histoire.
- 17 mai : L'attaquant de l'Olympique Lyonnais Alexandre Lacazette est élu joueur du mois d'avril en Ligue 1.
- 18 mai : Roberto De Zerbi annonce  quitté le club de Brighton à la fin de la saison 2023-2024 en accord avec les dirigeants du club anglais. L'Italien avait declaré publiquement ne plus se sentir en phase avec la stratégie de recrutement du club.
- 19 mai : 38e journée de Premier League, Manchester City s'impose à l'Etihad Stadium 3 buts à 1 face à West Ham, ce qui lui permet d'établir un nouveau record outre-Manche en étant sacré champion d'Angleterre pour la quatrième fois consécutive.
- 20 mai : C'est officiel l'entraîneur néerlandais Arne Slot quitte le Feyenoord Rotterdam pour s'engager avec le Liverpool FC jusqu'en 2027. Selon la BBC, le montant de la transaction de cette mutation atteint 9,4 millions de livres (10,9 millions d’euros).
- 22 mai : L'Atalanta Bergame remporte sa 1re compétition européenne en gagnant la Ligue Europa 2023-2024 3-0 grâce à un triplé d'Ademola Lookman face au Bayer Leverkusen, il s'agit également de la 1re défaite de la saison pour le Bayer Leverkusen, mettant fin à une série de 51 matchs sans défaite.
- 24 mai : Finale de la Ligue des champions de l'OFC au stade Pater Te Hono Nui à Pirae (Tahiti). Les Néo-Zélandais d'Auckland City sont sacrés champion d'Océanie après une victoire 4-0 face aux Polynésiens de l'AS Pirae.
- 25 mai : 
  - Le FC Barcelone remporte au Stade San Mamés de Bilbao la Ligue des champions féminine pour la deuxième année consécutive en battant l'Olympique lyonnais, 2 buts à 0.
  - Le Paris-Saint-Germain glane pour la 15e fois de son histoire la Coupe de France après s'être imposé au Stade Pierre Mauroy de Villeneuve-d’Ascq sur un score de 2 buts à 1 face à l'Olympique Lyonnais.
  - Le Bayer Leverkusen gagne la 2e Coupe d'Allemagne de son histoire après s'être imposé 1-0 face à Kaiserslautern club évoluant en deuxième division. Avec ce titre, le Bayer Leverkusen réussit une saison 2023-2024 fantastique en réalisant le doublé championnat/coupe nationale ainsi que l'exploit de ne perdre qu'un seul match toutes compétitions confondus.
- 29 mai : Pour la 1er fois de l'histoire un club grec en l'occurrence l'Olympiakos décroche une coupe d'Europe en remportant la Ligue Europa Conférence 1-0 face aux  Italiens de la Fiorentina.

### Juin
- 1er juin : 
  - Le Real Madrid gagne la Ligue des champions de l'UEFA pour la 15e fois en battant le Borussia Dortmund 2 buts à 0 au Stade de Wembley.
  - Le club mexicain du CF Pachuca remporte pour la 6e fois de l'histoire la Coupe des champions de la CONCACAF après une victoire en finale sur le score de 3 à 0 face aux Américains du Crew de Columbus.
- 5 juin : Bruno Genesio est nommé comme nouvel entraîneur du LOSC en lieu et place du portugais  Paulo Fonseca. Il signe un contrat de deux saisons avec le club nordiste.
- 10 juin : Will Still est officiellement nommé comme comme nouvel entraîneur du RC Lens pour une durée de trois ans[11].
- 13 juin : Paulo Fonseca devient le nouvel entraîneur de l'AC Milan en signant un contrat d'une durée de trois saisons.
- 14 juin : L'Allemagne remporte le match d'ouverture de l'Euro 2024 comptant pour la 1er journée du groupe A, en s'imposant à l'Allianz Arena de Munich face à l'Écosse sur le score de 5 à 1.
- 15 juin : Le club anglais de Brighton officialise l'arrivée comme entraîneur de Fabian Hürzeler pour une durée de trois saisons. L'allemand de 31 ans devient le plus jeune entraîneur de l'histoire de la Premier League.
- 29 juin : L'italien Roberto De Zerbi devient officiellement le nouvel entraîneur de l'Olympique de Marseille en parafant un contrat d'une durée de trois ans.
- 30 juin : La Nouvelle-Zélande est sacrée championne d'Océanie pour la 6e fois de son histoire après s'être imposée lors de la finale disputée au Stade Freshwater de Port-Vila sur un score de 3 à 0 face au Vanuatu.

### Juillet
- 9 juillet : Demi-finale de l'Euro 2024, l'équipe d'Espagne parvient a se hisser en finale du championnat d'Europe à Allianz Arena de Munich en battant l'équipe de France 2 buts à 1 au terme d'un match maîtrisé ou les bleus auront perdu le fil à la suite des deux buts encaissés en l'espace de quatre minutes. Les français, en manque d'efficacité malgré le but de Kolo Muani, tirent un trait sur la compétition où ils auront rarement brillé.

### Août
- 1er août : Relégation administrative du Football Club des Girondins de Bordeaux en National 2, décidée par la Commission fédérale de contrôle des clubs de la DNCG[12].
- 3 août : 46e édition de la Supercoupe du Portugal au Stade municipal d'Aveiro, alors que Sporting Portugal mène 3-0 au bout de 24 minutes de jeu le FC Porto parvient à renversé la rencontre au bout de la prolongation en l'emportant 4 buts à 3.
- 6 août : Comme annoncé préalablement en mars dernier Hervé Renard officialise son départ de l'équipe de France féminine après son élimination en quarts de finale du tournoi olympique de football.
- 10 août : Après un match nul 1-1 au bout de 90 minutes Manchester City parvient à gagner au Stade de Wembley son 7e Community Shield en s'imposant 7 tirs au but à 6 face au club rival de Manchester United.
- 17 août : Le Bayer Leverkusen décroche à domicile sa 1re Supercoupe d'Allemagne à la suite d'une victoire contre le VfB Stuttgart (1-1, 4 tirs au but à 3).
- 19 août : Thierry Henry décide de mettre un terme à son poste de sélectionneur de l'équipe de France espoirs pour raisons personnelles.
- 23 août : Nomination de Gérald Baticle en tant que sélectionneur de l’équipe de France espoirs[13].
- 24 août : La Fédération française de football nomme Laurent Bonadei comme nouveau sélectionneur de l'Équipe de France féminine.
- 25 août : Le Crew de Columbus remporte la League Cup au Lower.com Field en battant le Los Angeles FC 3 but à 1. Avec cette victoire, les noirs et or sont qualifiés directement pour les 8es de finale de la Coupe des champions 2025.

### Septembre
- 1er septembre : 3e journée de Premier League, grâce à un doublé de Luis Díaz et un but de Mohamed Salah Liverpool FC s'impose 3-0 face à Manchester United et remporte le 215e derby d'Angleterre disputé à Old Trafford.
- 5 septembre : 1re journée de Ligue D de la Ligue des nations, l'équipe de football de Saint-Marin gagne à Serravalle le deuxième match de l'histoire de la sélection (1-0) face au Liechtenstein, vingt ans après le premier, c'était contre le même adversaire et sur le même score lors d'un match amical, Il s'agit là de sa première victoire en compétition officielle.
- 7 septembre : Finale du tournoi paralympiques de football à 5 au Champ-de-Mars, l'équipe de France de cécifoot est sacrée championne paralympique pour la première fois après s'être imposée face à l'Argentine (1-1, 3 tirs au but à 2)[14]. Un peu plus tôt dans la journée, le Brésil remporte la médaille de bronze après avoir battu la Colombie 1-0[15].
- 15 septembre : 4e journée de Premier League, Arsenal gagne le 214e North London derby en s'imposant sur la pelouse de Tottenham sur un score de 1 à 0 grâce un but du Brésilien Gabriel.
- 19 septembre : 1re journée de la phase de championnat de la Ligue des champions, l'AS Monaco s'offre un succès de prestige pour fêter son retour en C1 en parvenant à battre (2 buts à 1) un  FC Barcelone reduit à dix des la 10e minute.
- 30 septembre : Le français Antoine Griezmann annonce après 137 sélections et 44 buts sous le maillot bleus prendre sa retraite internationale à l'âge de 33 ans. En 10 ans avec l'équipe de France, il se sera forgé un palmarès conséquent en étant vainqueur de la Coupe du monde 2018, et de la Ligue des nations en 2021 ainsi que finaliste de la Coupe du monde 2022 et de l'Euro 2016, compétition dont il termine également meilleur buteur.

### Octobre
- 2 octobre : 2e journée de la phase de championnat de la Ligue des champions, exploit du LOSC qui fait tomber (1-0) le Real Madrid champion d'Europe en titre, invaincu depuis 9 mois toutes compétitions confondues. Lille a bien contenu les Madrilènes pendant 75 minutes et a pu compter sur un Lucas Chevalier des grand soirs en fin de partie pour l'emporter.
- 20 octobre : Vingt minutes après la lourde défaite (5-0) à La Mosson face à l'Olympique de Marseille et alors que le club est lanterne rouge avec une seule victoire (pour un match nul et cinq défaites) apres 8 journées de Championnat, le président du MHSC Laurent Nicollin annonce le licenciement l'entraîneur Michel Der Zakarian.
- 22 octobre : Jean-Louis Gasset accepte de sortir une nouvelle fois de sa retraite d'entraîneur, avec Ghislain Printant comme adjoint, afin de venir en aide au Montpellier HSC, alors en mauvaise posture en championnat.
- 23 octobre : 3e journée de la phase de championnat de la Ligue des champions, grâce à un triplé de Raphinha et une démonstration collective, le FC Barcelone dompte le Bayern Munich (4 buts à 1) et stoppe sa série de 6 défaites de suite face au club bavarois. Les catalans ont donc 6 points. Pour le Bayern, c'est un deuxième revers de suite en C1. Ce même jour, le LOSC reproduit un exploit en battant 3 buts à 1 l'Atletico de Madrid à l'Estadio Metropolitano pendant la 3e journée de la Ligue des champions avec un splendide but d'Edon Zhegrova.
- 24 octobre : Roberto Mancini n'est plus le sélectionneur de l'Arabie saoudite. La  fédération saouadienne a annoncé son départ «d'un comme un accord». Il ne sera resté en poste que seulement 14 mois[16].
- 26 octobre : 
  - 11e journée de Liga, le FC Barcelone remporte le 258e Clásico en battant le Real Madrid au Stade Santiago-Bernabéu sur un score de 4 à 0. Ce résultat permet au club barcelonnais de prendre 6 points d'avance sur son adversaire du jour et de caracoler en tête du championnat d'Espagne.
  - Hervé Renard, ancien sélectionneur de l’équipe de France féminine, retrouve le poste de sélectionneur en Arabie saoudite , poste qu’il a occupé entre 2019 et 2023, avant son passage à la tête des Bleues.
- 27 octobre : 9e journée de Ligue 1, le Paris Saint-Germain décroche la victoire lors du 108e Classique en s'imposant sur la pelouse du rival marseillais par un score de 3 à 0. Avec ce résultat, le leader parisien prend une avance de 6 points au classement sur son adversaire du jour.
- 28 octobre : 68e cérémonie du ballon d'or au théâtre du Châtelet à Paris. Parmi les différents prix délivrés dans la soirée, on notera entre autres le Ballon d'or qui est remis à l'Espagnol Rodri et le Ballon d'or féminin qui est décerné à la joueuse espagnole du FC Barcelone Aitana Bonmatí.

### Novembre
- 2 novembre : Finale de la 32e édition de la Coupe de la Ligue japonaise au Stade National à Tokyo, le Nagoya Grampus fait un match nul 3-3 face au Albirex Niigata au bout de 120 minutes, les deux équipes doivent donc disputer une séance de tirs au but qui voit le club de Nagoya l'emporter 5 tirs à 4.
- 11 novembre : Apres le limogeage de Julien Stéphan quelques jours plutôt, le Stade rennais officialise l'arrivée de Jorge Sampaoli pour le remplacer. Le coach argentin aura la lourde tâche de redresser Rennes, actuellement 13e de Ligue 1.
- 23 novembre : Le Vissel Kobe est sacré vainqueur de la Coupe de l'Empereur après s'être imposé face au Gamba Osaka 1-0 grâce à un but de Taisei Miyashiro.
- 30 novembre : 
  - Le Pohang Steelers remporte la Coupe de Corée du Sud au Stade de la Coupe du monde de Séoul en s'imposant après 120 minutes de jeu sur un score de 3 buts à 1 face au Ulsan HD. Avec cette victoire en Coupe le Pohang Steelers se qualifie pour la Ligue des champions 2 de l'AFC 2025-2026.
  - Apres un début saison difficile Beşiktaş (6e de SüperLig à 13 points du leader Galatasaray) choisi de limogé le néerlandais Giovanni van Bronckhorst de son poste d'entraîneur du club moins de 6 mois après son arrivée en Turquie[17].

### Décembre
- 1er décembre : 13e journée de Premier League, dans le choc au sommet du week-end, Liverpool FC parvient à s’imposer à Anfield sur le score de 2 à 0 face à Manchester City. Avec ce résultat, les Citizens subissent une quatrième défaite d'affilée en championnat et se retrouvent à la 5e place alors que les Reds caracolent en tête du classement avec 9 points d'avance.
- 8 décembre : 
  - 38e journée de Brasileiro Série A, Botafogo est sacré champion du Brésil pour la troisième fois de l'histoire après une nouvelle victoire 2-1 face à São Paulo.
  - 38e journée de J-League Division 1, le Vissel Kobe se voit décerner pour la deuxième année consécutive le trophée de champion du Japon après une ultime victoire 3-0 contre le Shonan Bellmare. Avec ce résultat, le club de Kobe réalise le doublé japonais Coupe/Championnat.
- 12 décembre : Le Central Córdoba gagne la Coupe d'Argentine 2024 en s'imposant en finale 1-0 face au Vélez Sarsfield. Grâce à ce titre, les Ferroviarios obtiennent leur qualification pour la phase de groupes de la Copa Libertadores 2025.
- 14 décembre : Philippe Diallo a été réélu a la tête de la Fédération française de football. En poste depuis début 2023, le président sortant a été reconduit pour un mandat de quatre ans, avec 55,34% des voix face à la liste menée par Pierre Samsonoff.
- 15 décembre :
  - Après un match nul 3 à 3 après 120 minutes de jeu, le Celtic décroche la Coupe de la Ligue écossaise 2024-2025 au Hampden Park de Glasgow en battant les Rangers 5 tirs au but à 3.
  - 16e journée de Premier League, Manchester United gagne le 195e Derby de Manchester en l'emportant à l'Etihad Stadium 2-1 face à Manchester City.
  - 27e journée de Primera División, après 11 années sans trophées, le Velez Sarsfield est couronné champion d'Argentine à la suite d'une victoire 2-0 face au Club Atlético Huracán.
- 18 décembre : Le Real Madrid s’impose 3 buts à 0 face aux Mexicains de Pachuca lors de la finale de la Coupe intercontinentale de la FIFA.
- 20 décembre : Le norvégien Eirik Horneland a été nommé officiellement jusqu'en 2027 comme nouvel entraîneur de l'AS Saint-Étienne en remplacement d'Olivier Dall'Oglio démis de ses fonctions quelques jours plus tôt.
- 21 décembre : 32e de finale de la Coupe de France, les clubs amateur du Puy Foot et du Stade briochin qui évolue tous les deux en National 2 réalisent chacun un exploit en éliminant les équipes de première division du Montpellier HSC (4 buts à 0) et du Havre AC (1 but à 0).
- 30 décembre : 
  - L'allemand Steffen Baumgart, âgé de 52 ans, est le nouvel entraîneur de l'Union Berlin, 12e de Bundesliga et qui vient de limoger le Danois Bo Svensson.
  - À la suite d'un nouveau match nul contre l’AS Roma et alors que l'AC Milan se retrouve à 14 points de la course au titre en Serie A, le Portugais Paulo Fonseca est débarqué de son poste d'entraîneur seulement 6 mois après son arrivée en Italie. Pour le remplacer, les dirigeants du club lombard choisissent de nommer Sergio Conceição qui signe un contrat jusqu'en juin 2026.

## Décès

### Janvier
- 1er janvier : décès à 79 ans d'Oscar Ortubé, arbitre international bolivien[18].
- 2 janvier : décès à 84 ans d'Alberto Festa, international portugais ayant remporté la Coupe du Portugal en 1968[19].
- 3 janvier : décès à 73 ans de Bernard Ducuing, joueur français[20].
- 4 janvier : décès à 38 ans de Tomonobu Yokoyama, joueur japonais[21].
- 5 janvier : décès à 92 ans de Mário Zagallo, international brésilien ayant remporté 2 Coupe du Monde puis comme entraîneur 2 Coupe du Monde, la Copa América 1997 et le Championnat du Brésil en 1986. Il fut également sélectionneur de son pays, de l'Arabie saoudite, des Émirats arabes unis et du Koweït[22].
- 8 janvier : 
  - décès à 78 ans de Franz Beckenbauer, international allemand ayant remporté la Coupe du monde 1974, le  Championnat d'Europe 1972, la Coupe intercontinentale 1976, 3 Coupe des clubs champions, la Coupe des coupes 1967, 5 Championnat d'Allemagne et 4 Coupe d'Allemagne puis comme entraîneur la Coupe du monde 1990, la Coupe UEFA 1996, le Championnat de France 1991 et le Championnat d'Allemagne 1994[23].
  - décès à 42 ans de Bohdan Shershun, international ukrainien ayant remporté la Ligue Europa 2005, le Championnat de Russie en 2003 et la Coupe de Russie en 2002[24].
  - décès à 78 ans de Frans Janssens, international belge ayant remporté la Coupe de Belgique en 1969[25].
- 11 janvier : décès à 63 ans d'Azzedine Meguellatti, entraîneur franco-algérien[26].
- 13 janvier : décès à 46 ans de Stephen Laybutt, international australien ayant remporté la Coupe d'Océanie en 2000[27].
- 14 janvier : 
  - décès à 92 ans de Ricardo Alós, joueur espagnol[28].
- 15 janvier : décès à 54 ans d'Abderrahmane Zitouni, international algérien ayant remporté le Championnat d'Algérie 1999[29].
- 15 janvier : décès à 85 ans d'Albert Sejnera, joueur français[30].
- 17 janvier : décès à 85 ans de Bennie Muller, international néerlandais ayant remporté 5 Championnat des Pays-Bas et 3 Coupe des Pays-Bas[31].
- 19 janvier : décès à 73 ans de Klaus Wunder, international ouest-allemand ayant remporté la Coupe des clubs champions 1975[32].
- 20 janvier : décès à 101 ans de Jacques Guhl, joueur suisse[33].
- 21 janvier : décès à 71 ans de Mokhtar Hasni, international tunisien[34].
- 22 janvier : décès à 79 ans de Luigi Riva, international italien ayant remporté le Championnat d'Europe 1968 et le Championnat d'Italie 1970[35].
- 23 janvier : 
  - décès à 74 ans de Jean petit, international français ayant remporté 2 Championnat de France et la Coupe de France en 1980 devenu entraîneur[36].
  - décès à 70 ans de Giuliano Musiello, joueur italien[37].
  - décès à 68 ans de Zoubeir Boughnia, international tunisien ayant remporté le Championnat de Tunisie 1975 et 2 coupe de Tunisie[38].
- 28 janvier : décès à 41 ans de Luis Tejada, international panaméen ayant remporté le Championnat du Panama 2002 et le Championnat du Pérou' 2011[39].
- 30 janvier : décès à 82 ans d'Orazio Schena, joueur belge ayant remporté le Champioonat de Belgique 1964 devenu entraîneur[40].
- 31 janvier : décès à 72 ans d'Alexeï Spirine, arbitre soviétique[41].

### Février
- 2 février : 
  - décès à 92 ans de Louis Lambert, joueur belge ayant remporté le championnat de Belgique en 1957[42].
  - décès à 82 ans de Francisco Jara, international mexicain ayant remporté la Coupe des champions de la CONCACAF 1962, 5 Championnat du Mexique et 2 Coupe du Mexique[43].
- 3 février : décès à 85 ans d'Ángel Franco Martínez, arbitre international espagnol[44].
- 4 février : 
  - décès à 88 ans de Giacomo Losi, international italien ayant remporté la Coupe des Alpes' 1960 et 2 Coupe d'Italie[45].
  - décès à 89 ans de Kurt Hamrin, international suédois ayant remporté la Coupe des clubs champions 1969, 2 Coupe des coupes, le Championnat d'Italie 1968 et 2 Coupe d'Italie[46].
- 6 février : décès à 76 ans de Miguel Ángel, international espagnole[47].
- 8 février :
  - décès à 88 ans de Guy Van Sam, international français[48].
  - décès à 52 ans de João Oliveira Pinto, joueur portugais[49].
- 9 février : décès à 83 ans de Roland Grip, international suédois[50].
- 12 février : décès à 39 ans de Mounir Hamoud, joueur norvégien ayant remporté le Champion de Norvège en 2013[51].
- 13 février : décès à 81 ans de Dieter Pauly, arbitre international allemand[52].
- 16 février : 
  - décès à 85 ans de Jorge Toro, international chilien[53].
  - décès à 68 ans de Jan Sørensen, international danois devenu entraîneur[54].
  - décès à 92 ans de Ian McMillan, international écossais ayant remporté 4 Championnat d'Écosse et 4 Coupe d'Écosse devenu entraîneur[55].
- 20 février : 
  - décès à 38 ans de Charles Swini, international malawite ayant remporté 2 Championnat du Malawi[56].
  - décès à 61 ans d'Andreas Brehme, international allemand ayant remporté la Coupe du Monde 1990, le Championnat d'Allemagne à deux reprises, ainsi que la Coupe de l'UEFA en 1991 avec l'Inter Milan[57].

- 22 février : le joueur international puis entraîneur portugais Artur Jorge meurt à l'âge de 78 ans[58]
- 24 février : décès à 75 ans de Stanley Bowles, international anglais, ancien joueur de Queens Park Rangers et Nottingham Forest, avec qui il a remporté la Ligue des champions et la Supercoupe d'Europe en 1980[59].

### Mars
- 29 mars : décès à 66 ans d'Habib Benmimoun, international algérien ayant remporté le Championnat d'Algérie en 1988 ainsi que deux Coupes d'Algérie avec le MC Oran.

### Juin
- 13 juin : décès à 94 ans de Tommy Banks, international anglais ayant remporté la Coupe d'Angleterre en 1958[60].

- 15 juin : Matija Sarkić, le jeune gardien monténégrin meurt d’une façon inconnue à l’âge de 26 ans.

### Août
- 1er août :
  - décès à 42 ans de Daniel Wansi, international camerounais[61].
  - décès à 60 ans de Craig Shakespeare, joueur anglais passé par Walsall et West Bromwich Albion puis entraîneur de Leicester City en 2017.

- 2 août : décès à 74 ans de Tommy Cassidy, international nord-irlandais ayant joué pour Newcastle United et la sélection nationale.
- 4 août : décès à 76 ans de Juan Ramón Martínez, international salvadorien ayant participé à la Coupe du monde de 1970[62].
- 5 août : décès à 68 ans de Adílio, international brésilien ayant remporté la Copa Libertadores, la Coupe intercontinentale, quatre championnats du Brésil avec Flamengo, ainsi que le championnat d'Équateur en 1989 avec le Barcelona Sporting Club[63].
- 8 août :
  - décès à 56 ans de Jorge Rodríguez, international mexicain ayant joué pour le Deportivo Toluca et remporté la Gold Cup en 1993 avec la sélection.
  - décès à 72 ans de Zoran Petrović, arbitre yougoslave ayant arbitré la Coupe du monde 1986 et la Coupe du monde 1990[64].
  - décès à 77 ans d'Issa Hayatou, dirigeant de football camerounais ayant présidé la Confédération africaine de football de 1988 à mars 2017 et président par intérim de la FIFA d'octobre 2015 à février 2016[65].
- 12 août :
  - décès à 54 ans de Cédric Daury, joueur français ayant joué pour Angers et Le Havre AC devenu ensuite entraîneur de ce dernier puis de Châteauroux[66].
  - décès à 80 ans de Ramiro Blacut, international bolivien ayant remporté la Copa América 1963 avec la sélection puis devenu entraîneur dans de nombreux clubs boliviens[67].
  - décès à 89 ans de Marc Bourrier, joueur français ayant joué à Montpellier puis à Lens avant de remporter le Championnat d’Europe espoirs en 1988 en tant qu'entraîneur[68].
- 13 août : décès à 73 ans de Sid Ahmed Belkedrouci, international algérien ayant remporté la Coupe Algérie en 1975 et le prix de meilleur buteur du Championnat d'Algérie à deux reprises avec le MC Oran[69].
- 15 août :
  - décès à 83 ans de Jim McLaughlin, international nord-irlandais ayant joué à Shrewsbury Town et Swansea City avant d'entraîner de nombreux clubs irlandais[70].
  - décès à 84 as de Imre Komora, international hongrois ayant joué pour le Budapest Honvéd puis notamment entraîné l'Olympiakos.
- 16 août : décès à 88 ans de Domingo Pérez, international uruguayen ayant remporté 2 Championnats d'Uruguay avec le Club Nacional et 2 Championnats sud-américain avec la sélection[71].
- 18 août :
  - décès à 67 ans de Ronny Borchers, international ouest-allemand ayant joué à l'Eintracht Francfort puis entraîné le Wormatia Worms[72].
  - décès à 76 ans de Franciszek Smuda, footballeur puis entraîneur polonais passé dans de nombreux clubs polonais[73].
- 19 août : décès à 43 ans de Toussaint Natama, international burkinabè ayant joué pour Westerlo contraint de mettre fin à sa carrière suite à une grave blessure en 2004[74].
- 20 août : décès à 91 ans de Humberto Maschio, international argentin ayant joué pour l'Atalanta Bergame et le Racing Club puis entraîné l'Argentine en 1969[75].
- 21 août : décès à 73 ans de Hans Weiner, joueur ouest-allemand ayant remporté 2 Championnat d'Allemagne de l'Ouest avec le Bayern Munich[76].
- 24 août : décès à 70 ans de Christoph Daum, entraîneur allemand ayant remporté le Championnat d'Allemagne en 1992 avec le VfB Stuttgart et le Championnat de Turquie en 1995 avec Beşiktaş puis en 2004 et 2005 avec Fenerbahçe.
- 26 août : décès à 76 ans de Sven-Göran Eriksson, entraîneur suédois vainqueur de la Coupe de l'UEFA en 1982 avec l'IFK Göteborg, de la Coupe des vainqueurs de coupe et de la Supercoupe de l'UEFA en 1999 avec la Lazio Rome, champion en Suède, au Portugal et en Italie. Il fut notamment sélectionneur de l'équipe d'Angleterre de 2001 à 2006[77].
- 29 août : décès à 80 ans de Adolfo Calisto, international portugais ayant remporté 6 fois le Championnat du Portugal avec le SL Benfica[78].
- 31 août : décès à 39 ans de Sol Bamba des suites d'un cancer, l'international ivoirien avait notamment joué à Cardiff City, Hibernian et Leicester City[79].

### Septembre
- 6 septembre : décès à 86 ans de Ron Yeats, international écossais ayant remporté la Coupe d'Angleterre avec Liverpool en 1965 et également joué pour Dundee United et les Tranmere Rovers[80].

- 11 septembre : Le journaliste et commentateur français Didier Roustan meurt à l'âge de 66 ans des suites d'un cancer.
- 14 septembre : décès à 44 ans de Kamel Ouejdide, ancien footballeur marocain ayant joué au SM Caen et Clermont Foot.
- 18 septembre : décès à 59 ans de Salvatore Schillaci, international italien et meilleur buteur de la Coupe du Monde 1990, où l'Italie a terminé 3e, et vainqueur de la Coupe UEFA et de la Coupe d'Italie avec la Juventus.

### Octobre
- 6 octobre : décès à 73 ans de Johan Neeskens, international néerlandais puis entraîneur ayant remporté trois Coupe d'Europe des clubs champions et une Supercoupe d'Europe avec l'Ajax Amsterdam ainsi que double finaliste de la Coupe du Monde[81].
- 9 octobre : décès à 31 ans de George Baldock, international grec retrouvé mort dans sa piscine[82].

- 21 octobre : décès à 59 ans de Mouncif El Haddaoui, international marocain ayant participé à la Coupe du monde 1986 et à la Coupe d'Afrique des Nations 1986[83].
- 24 octobre : décès à 35 ans d'Abdelaziz Barrada, international marocain ayant été finaliste de la Coupe de France 2016 avec l'Olympique de Marseille et meilleur joueur marocain de Liga en 2011[84].

### Novembre
- 8 novembre : décès à 88 ans de Rachid Mekhloufi, international algérien ayant remporté le Championnat de France à 4 reprises ainsi que la Coupe de France en 1968 avec l’AS Saint-Étienne[85].

### Décembre
- 2 décembre :
  - décès à 65 ans d'Helmuth Duckadam, international roumain ayant remporté la Coupe des clubs champions européens en 1986, 2 Championnat de Roumanie et la Coupe de Roumanie en 1985[86].
  - décès à 90 ans de Lucjan Brychczy, international polonais ayant remporté 4 Championnat de Pologne et 4 Coupe de Pologne puis comme entraîneur 2 Coupe de Pologne[87].
- 4 décembre : décès à 60 ans de Lucien Kassi-Kouadio, international ivoirien ayant remporté la Coupe d'Afrique des nations 1992 et plusieurs titres avec l'ASEC Mimosas[88].